# Exiles F.C.
Exiles F.C. – hiszpański klub piłkarski z siedzibą w Vigo.

## Historia
Chronologia nazw:
- 1876: Exiles F.C.
- 19??: klub rozwiązano

Exiles F.C. został założony w 1876 roku przez oficerów angielskich statków, stacjonujących w hiszpańskim Vigo. Ponieważ nie mieli rywali w mieście, piłkarze rozgrywali mecze z marynarzami i oficerami, których statki zacumowały w Vigo, a także w pozostałych portowych miastach tego terytorium, które w tamtym czasie miały niewielką wartość. Ze względu na to, że w Hiszpanii odbywały się wówczas tylko jedne oficjalne zawody, Mistrzostwa Hiszpanii, w których regulamin nie dopuszczał do udziału klub, dlatego piłkarze regularnie grali z innymi angielskimi drużynami żeglarzy lub kupców z półwyspu Iberyjskiego. W 1895 roku został założony Gibraltarski Cywilny Związek Piłki Nożnej, który zorganizował pierwszy turniej piłki nożnej w Gibraltarze, zwany Pucharem kupców.
W 1895 roku zespół startował w pierwszych rozgrywkach Merchants Cup, dopiero pięć lat później w 1900 zdobył swój pierwszy trofeum. W 1902 klub został ogłoszony zwycięzcą Pucharu po raz drugi. W sezonie 1906/07 rozgrywki się nie odbyły, a w 1907 została utworzona Gibraltar Foot-Ball League. Jednak w następnym sezonie liga nie wystartowała.
Wiadomo jednak, że w 1907 roku klub wygrał Copa Pontevedra, lokalne zawody organizowane przez założony rok wcześniej Pontevedra Sporting Club, a niektórzy z jego zawodników występowali w meczach mistrzostw Galicji 1909, reprezentując miejski Vigo FC. Potem klub został rozwiązany.

## Sukcesy

### Trofea międzynarodowe
Nie uczestniczył w rozgrywkach europejskich (stan na 31-05-2021).

### Trofea krajowe
| \| \| Zdobyte trofea w rozgrywkach Gibraltaru (stan na: 31-05-2021) \| |                                                               |      |                  |
| Rozgrywki                                                              | Osiągnięcie                                                   | Razy | Sezon(y)         |
| · Mistrzostwo                                                          | I miejsce                                                     | ?    |                  |
| · Mistrzostwo                                                          | II miejsce                                                    | ?    | ...              |
| · Mistrzostwo                                                          | III miejsce                                                   | ?    | ...              |
| Puchar                                                                 | zdobywca                                                      | 2    | 1899/00, 1901/02 |
| Puchar                                                                 | finalista                                                     | ?    | ...              |
| II liga                                                                | I miejsce                                                     | ?    | ...              |
| II liga                                                                | II miejsce                                                    | ?    | ...              |
| II liga                                                                | III miejsce                                                   | ?    | ...              |
| Gibraltar                                                              | Zdobyte trofea w rozgrywkach Gibraltaru (stan na: 31-05-2021) |      |                  |

## Stadion
Klub rozgrywał swoje mecze domowe na Tables of the Fill e Vigo.